# Aspidoscelis neotesselata
Aspidoscelis neotesselata là một loài thằn lằn trong họ Teiidae. Loài này được Walker, Cordes & Taylor miêu tả khoa học đầu tiên năm 1997.